# Jean-Marie Lurquin
Pas d'image ? Cliquez ici
Jean-Marie Lurquin, né le 22 mars 1954 à Liège, est un copilote de rallye et de rallye-raid belge.
Son fils Fabian Lurquin est également copilote de rallye-raid comme avec le nonuple champion du monde de rallye Sébastien Loeb dont ils montent ensemble trois fois sur le podium final du rallye Dakar entre 2022 et 2024.
Sa femme est Monique Boulanger, sa copilote sur les rallyes sur route dans les années 80,.

## Biographie
Jean-Marie Lurquin arrête sa carrière de copilote en mai 2010 à la suite d'un très grave accident au Rallye de Tunisie lui occasionnant de profondes brûlures sur les mains, les avant-bras et le dos.

## Résultats au Paris-Dakar
| Année | Catégorie | Constructeur      | Position          | Victoires d'étape | Pilote               |
| ----- | --------- | ----------------- | ----------------- | ----------------- | -------------------- |
| 1991  | Auto      | Mitsubishi        | 41e               | -                 | Terriyn              |
| 1992  | Camion    | Mercedes-Benz     | 36e               | -                 | Karet                |
| 1993  | Auto      | Range Rover       | 18e               | -                 | Guy Deladriere       |
| 1996  | Auto      | Toyota            | 34e               | -                 | Jean-Paul Forthomme  |
| 1998  | Auto      | Nissan            | 20e               | -                 | Bernard Hanciaux     |
| 1999  | Auto      | Nissan            | 15e               | -                 | Gérard Marcy         |
| 2000  | Auto      | Schlesser-Renault | 4e                | 2                 | José Maria Servià    |
| 2001  | Auto      | Schlesser-Renault | 4e                | 4                 | José Maria Servià    |
| 2002  | Auto      | Volkswagen Buggy  | Abd. (5éme étape) | -                 | Stéphane Henrard     |
| 2004  | Auto      | Schlesser-Renault | 3e                | -                 | Jean-Louis Schlesser |
| 2005  | Auto      | Nissan            | 4e                | 2                 | Giniel de Villiers   |
| 2006  | Auto      | Nissan Navara     | 7e                | -                 | Carlos Sousa         |
| 2007  | Auto      | BMW               | 16e               | -                 | José Luis Monterde   |

## Autres
- Rallye de Tunisie 2003 : vainqueur en tant que copilote de Jean-Louis Schlesser
- Africa Eco Race 2010 : 3e en tant que copilote de François Lethier
- Champion de Belgique à quatre reprises catégorie Tout-Terrain 4x4 (copilote de Jean-Pierre van de Wauwer)